# Гвардијабруна (Кјети)
Гвардијабруна (итал. Guardiabruna) је насеље у Италији у округу Кјети, региону Абруцо.
Према процени из 2011. у насељу је живело 266 становника. Насеље се налази на надморској висини од 797 м.